# 加纳华人
迦納華人移民最早可追溯到1940年代。最初華人移民來自香港；來自中國內地的移民至1980年代抵達迦納。華人在迦納的人數尚不清楚，有估計約7千人，也有估計多達75萬人。